# Matrimonio igualitario en California

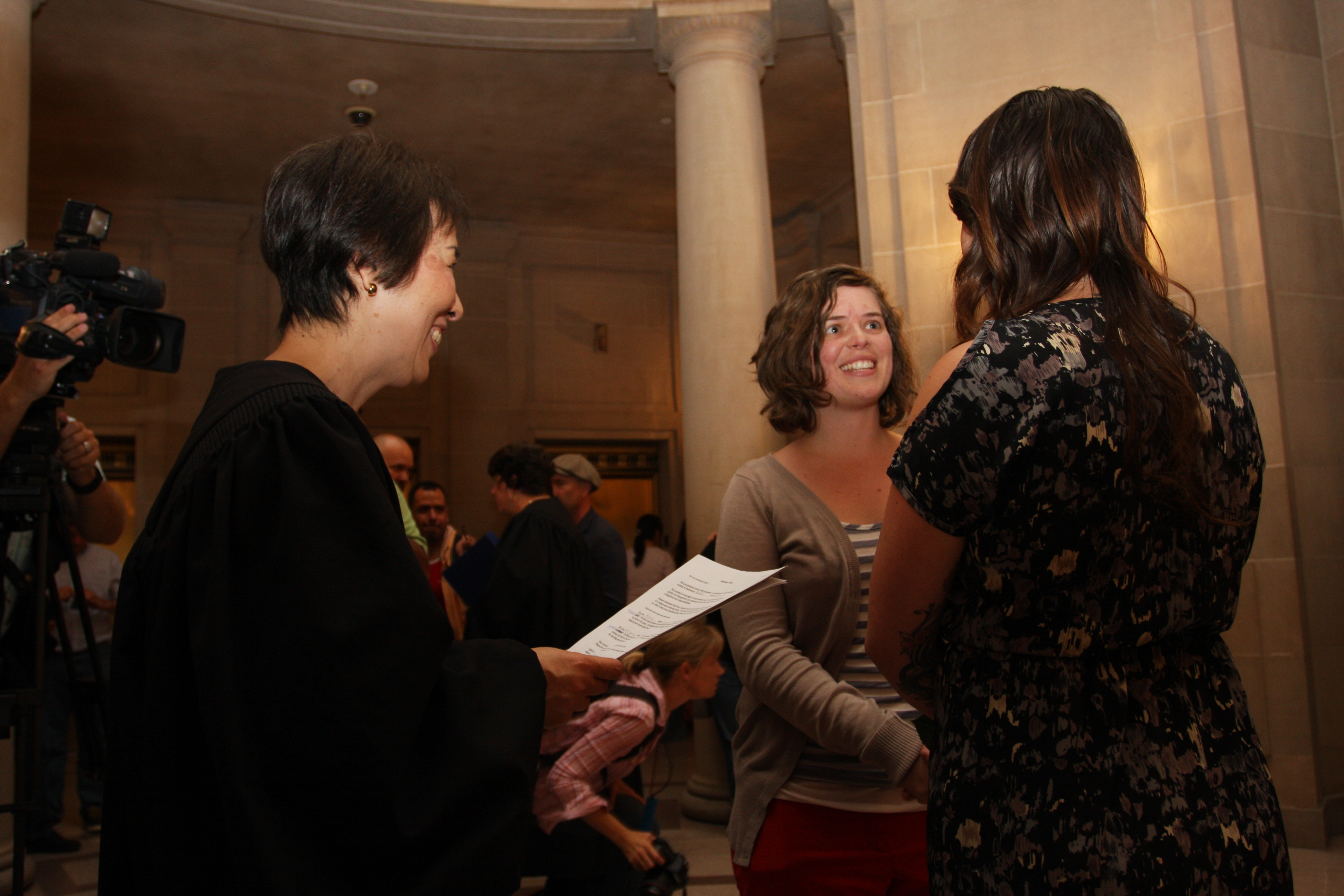
Celebración de un matrimonio igualitario entre dos mujeres

El matrimonio igualitario en el estado de California quedó legalizado definitivamente el 26 de junio de 2013, cuando la Corte Suprema de los Estados Unidos desestimó admitir a trámite la apelación contra la anulación de la Proposición 8 que prohibía el matrimonio igualitario en California. El matrimonio igualitario fue aprobado inicialmente en 2008 por la Corte Suprema del estado, pero posteriormente se produjo un referéndum en el que se aprobó la Proposición 8 que prohibía el matrimonio igualitario, esa proposición luego fue anulada por los tribunales y por otro referendo llamado Proposicion 3, realizado en 2024 y en el que el apoyo al matrimonio igualitario obtuvo el 63% de los votos. 
Durante los cinco meses en los que estuvo en vigor la primera norma, en 2008, más de 18.000 parejas homosexuales contrajeron matrimonio en el estado, algo que soliviantó a los grupos más conservadores que pusieron en marcha la Proposición 8 para reformar la Constitución de California de manera que se terminaran los matrimonios entre homosexuales. Esta ley al ser apelada fue dejada sin efecto por el juez federal Vaughn Walker, y al rechazarse su apelación ante la corte suprema de EE. UU. se abrieron de nuevo las puertas para la realización de matrimonios entre personas de mismo sexo en California.

## Veto
El estado de California (EE. UU) ya tenía una ley de uniones civiles, y en el año 2003 se presentó un proyecto para que se legalizara el matrimonio entre personas del mismo sexo en este estado federal de los Estados Unidos. Sin embargo fue vetado en 2005 por el gobernador y exactor Arnold Schwarzenegger, que estaba en contra en consonancia con el presidente de la nación George Walker Bush. Ambos afirmaban que el matrimonio tenía que restringirse a las parejas heterosexuales y el presidente promovió que se hicieran enmiendas constitucionales en los estados para que se prohibiera la posibilidad de aprobación de legislaciones de matrimonio homosexual similares.

## Matrimonio igualitario
La Corte Suprema de California falló el 15 de mayo de 2008 que la prohibición que el estado impuso sobre los matrimonios igualitarios era inconstitucional, allanando así el camino para que el 'Estado Dorado' se convierta en el segundo de la nación en reconocer las bodas homosexuales.

## Nueva prohibición
El 4 de noviembre de 2008 se sometió a referéndum en California, junto a las elecciones presidenciales, una proposición de enmienda constitucional, la proposición 8, que prohibía los matrimonios homosexuales recientemente aprobados y que restringe el término matrimonio a la unión entre un hombre y una mujer. La propuesta fue aprobada por un 52% a favor frente a un 47% en contra, que como todas las modificaciones constitucionales aprobadas en referéndum, entró en vigor al día siguiente de la aprobación. Los matrimonios homosexuales producidos hasta la fecha fueron considerados válidos.

## Resolución de 2012
A principios de febrero de 2012 la justicia federal confirmó que la prohibición del matrimonio gay en California es inconstitucional.
“Sobre estas bases, decidimos que la Proposición 8 es inconstitucional”, agregó el texto, confirmando una decisión de la corte federal que en agosto de 2010 había resuelto lo mismo.
Una discreta nota a pie de página en el texto de la corte de apelaciones estipulaba no obstante que las bodas gay no podrán reanudarse en California antes de que ambas partes decidan si apelarán o no esta nueva sentencia.
Los opositores al matrimonio gay, anunciaron que proseguirían su combate judicial en la Corte Suprema; según David Cruz, profesor de derecho de la Universidad del Sur de California “Ambas partes siempre han querido llevar el expediente ante la Corte Suprema lo más rápido posible”. Esta decisión era relevante al constituir un todo o nada para las dos partes, ya que una decisión a nivel federal sellaría la suerte de los matrimonios homosexuales en todo Estados Unidos y sin posibilidad de apelación.
No obstante, D. Cruz afirmó que la Corte Suprema -que no está obligada a pronunciarse sobre todos los temas que le son enviados- elegiría no ocuparse de este expediente, en particular debido al carácter “restrictivo” del fallo de esta resolución en California, y señaló que "La argumentación de la corte (de San Francisco) es muy restrictiva y sólo se refiere a la Proposición 8 de California, sin abordar otras restricciones al matrimonio en el resto del país”. Finalmente se rechazó la apelación ante la corte suprema de EE. UU. permitiendo volver a realizar matrimonios entre personas de mismo sexo en California.